# Lévy-Le Pen HB2
Le Lévy-Le Pen HB2 (désignation constructeur : Georges Lévy G.L. 40) était un hydravion à coque militaire, conçu par l'ingénieur Maurice Jules-Marie Le Pen (1889-1919) au sein de la société Hydravions Georges Lévy.

## Conception

Hydravion Lévy-Le Pen HB2 sur son slip (1919).